# Unicum (likeur)

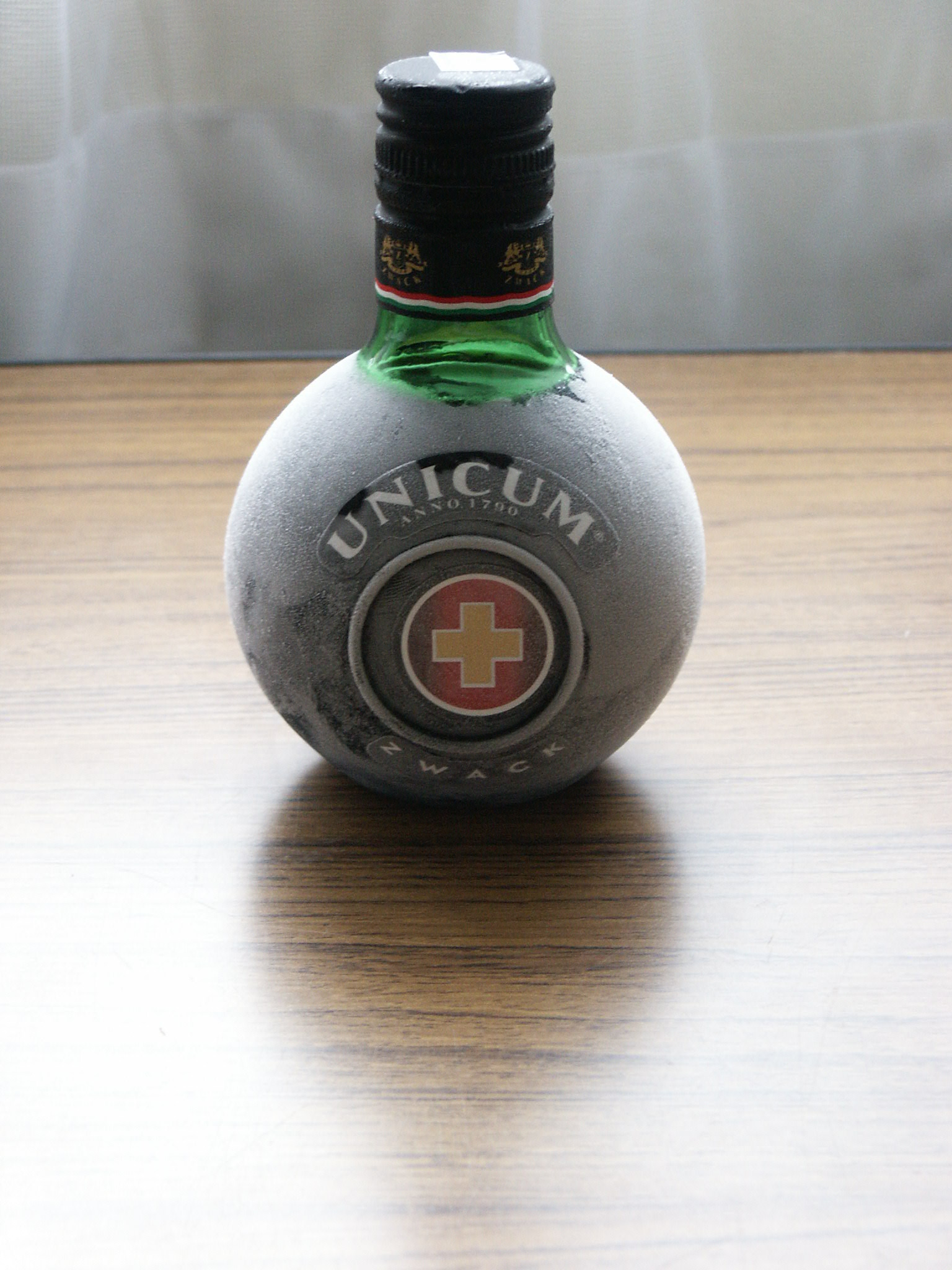
Een fles Unicum

Unicum of Zwack Unicum is een bittere kruidenlikeur uit Hongarije. Het wordt verpakt in een glazen bolle fles en gemaakt van diverse medicinale planten en kruiden. De kruidenlikeur en maagelixir is een extract uit meer dan 40 verschillende kruiden en wortels.
Zwack unicum werd voor het eerst gebrouwen in 1790 door Jozef Zwack. Het is deels een digestief, deels een aperitief. De smaak is bitterzoet. De drank wordt gerijpt in eikenhouten vaten. 
Jozef Zwack was koninklijke geneesheer aan het hof van de Habsburgse keizer Jozef II. Het drankje met meer dan 40 soorten kruiden is zo uniek, dat als men er één kruid uit verwijdert, het niet meer conform de originele smaak is.
De traditie wil dat de naam "Unicum" afkomstig is van de uitroep "Dat is een unicum!" van Jozef II. Hij zou zó verbaasd over de kwaliteit ervan zijn geweest dat hij zou uitgeroepen hebben dat het een "unicum" was. 
Jozef Zwack, de oprichter van het bedrijf, was een patriarchaal figuur. Tot op hoge leeftijd (hij overleed op 94-jarige leeftijd) had hij de leiding over het distillatieproces en de marketing van zijn product. 
De stokerij Zwack werd in 1840 in Pest gesticht en commercialiseert sindsdien de likeur volgens een familierecept. De productie werd na de Tweede Wereldoorlog onderbroken, maar nadien weer opgenomen in het toen genationaliseerde bedrijf. Na de val van het IJzeren Gordijn kocht de familie Zwack het bedrijf terug.
Zwack vervaardigt heden ten dage rond 220 verschillende soorten likeuren en brandy's, waaronder Vilmos (een perenlikeur) en Barack Pálinka (een brandewijn van abrikozen).